# Национальный конгресс Эквадора
Национальный конгресс (исп. Congreso Nacional) — бывший законодательный орган (парламент) Эквадора. В 2007 году заменён на Национальное собрание.
По конституции 1998 года, конгресс собирается в Кито и состоял из 100 депутатов.
Каждая из 22 провинций назначала как минимум 2 депутатов, и каждые 200 000 жителей были представлены дополнительным депутатом.
Последние выборы в Конгресс состоялись 15 октября 2006 года, но парламент был распущен 29 ноября 2007 года из-за высокого уровня коррупции. Вместо него созвана временная ассамблея.